# Narthecura quadrilineata
Narthecura quadrilineata är en stekelart som först beskrevs av Brulle 1846.  Narthecura quadrilineata ingår i släktet Narthecura och familjen brokparasitsteklar. Inga underarter finns listade i Catalogue of Life.